# Perfluoropentane
Le perfluoropentane est un perfluorocarbure de formule chimique C5F12 utilisé notamment en pharmacie et en médecine pour des applications pointues, par exemple comme gaz propulseur pour inhalateurs doseurs, comme gaz de microbulles pour échocardiographie de contraste, ou encore comme gaz d'occlusion thérapeutique par vaporisation de microgouttelettes de taille nanométrique en microbulles de taille micrométrique.